# 苦檸檬之島
《苦檸檬之島》(英語：Bitter Lemons)是英國作家勞倫斯·達雷爾的自傳，講述他於1953-1956年在賽普勒斯的所見所聞。除了鮮活的人物描寫與幽默的情節，書中對當時英國殖民政府、土耳其、希臘民族統一主義意諾西斯 （页面存档备份，存于）三方力量的拉扯如何衝擊賽島各族裔人民之情感，亦有深刻、悲痛的刻畫，反映作者的人道主義情懷，是一部笑中帶淚的作品。

## 背景
勞倫斯·達雷爾在擔任英國外交人員駐阿根廷和南斯拉夫數年後，於1953年移居塞浦路斯。自公職卸任的他決定重返文壇，順便回味他曾在克基拉島和羅得島享受過的地中海生活。 儘管當時他的妻子正為精神病所苦，還有一個剛出世兩年的女兒要照顧，但達雷爾在書中並沒有提及他的家庭壓力。
隨著賽普勒斯問題激化，1956年，達雷爾被迫離開賽島回到英國短暫居住，隨後移居法國度過30多年的餘生。